# Marcus Claudius Marcellus (Neffe des Augustus)

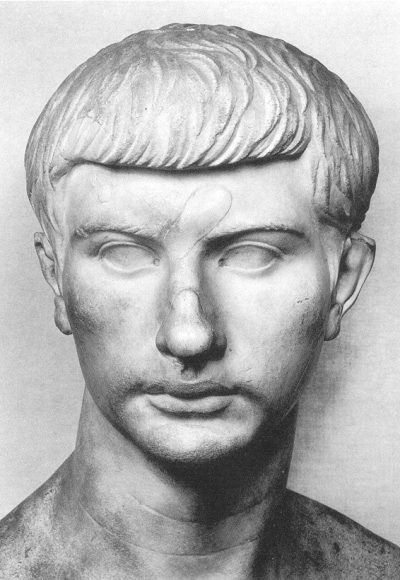
Mögliches Porträt des Marcellus

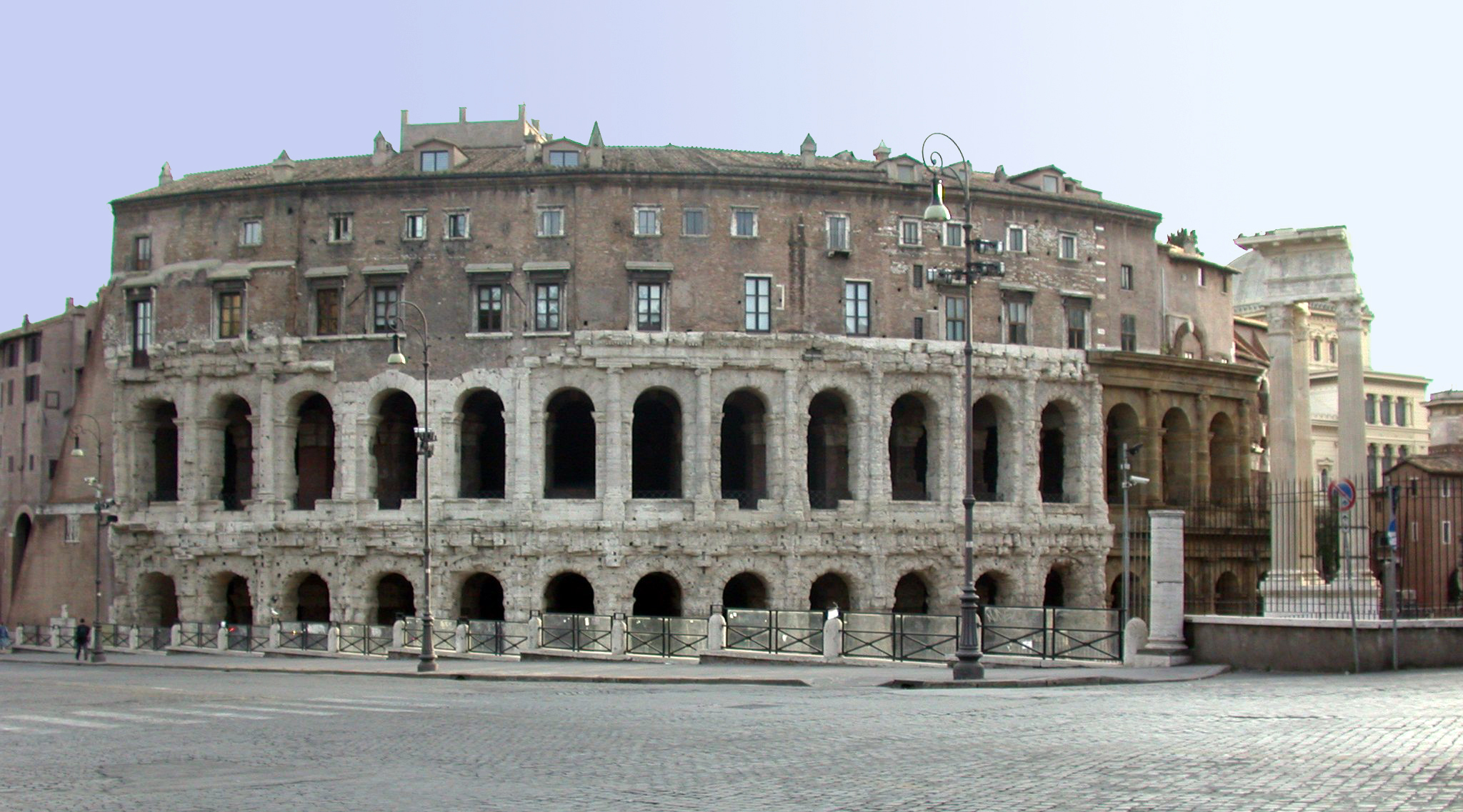
Marcellustheater

Marcus Claudius Marcellus (* 42 v. Chr.; † September 23 v. Chr. in Baiae) war Neffe und Schwiegersohn des römischen Kaisers Augustus.

## Leben
Marcellus war der Sohn des Gaius Claudius Marcellus (Konsul 50 v. Chr.) und der Octavia, der Schwester des Augustus.
Als Octavian (der spätere Augustus) sich 39 v. Chr. im Vertrag von Misenum mit Sextus Pompeius versöhnt hatte, wurde das Kleinkind Marcellus zur Bekräftigung der gefundenen Eintracht mit Pompeia, einer Tochter des Sextus Pompeius, verlobt. Nach dem neuerlichen Ausbruch des Bürgerkriegs zwischen Octavian und Sextus Pompeius wurde diese Verlobung hinfällig.
29 v. Chr. zeichnete Augustus seinen Neffen dadurch aus, dass er ihn beim Triumphzug nach der Schlacht bei Actium und dann im Kantabrischen Krieg begleiten durfte.
25 v. Chr. verheiratete Augustus Marcellus mit seiner einzigen Tochter Iulia. Der junge Mann wurde in das Kollegium der Pontifices aufgenommen, erhielt das Recht, den Konsulat zehn Jahre früher als erlaubt zu bekleiden, und begann als Ädil 23 v. Chr. weit vor dem üblichen Alter mit der Ämterlaufbahn. Er starb aber noch im selben Jahr, nachdem er große Spiele veranstaltet hatte, und erhielt ein Staatsbegräbnis, wobei er im gerade errichteten Augustusmausoleum beigesetzt wurde. Nach ihm wurde das 13 v. Chr. eröffnete Marcellustheater in Rom benannt. Vergil betrauert Marcellus in einer Passage der Aeneis. Properz verfasste über seinen Tod eine Elegie.
Die zahlreichen Auszeichnungen, die Augustus seinem Neffen und Schwiegersohn zuteilwerden ließ, deuten darauf hin, dass er ihn – obwohl der Kaiser noch verhältnismäßig jung und erst wenige Jahre Alleinherrscher war – als möglichen Nachfolger in seiner Stellung als princeps ins Auge gefasst hatte. Augustus’ engster Vertrauter Agrippa und sein Stiefsohn Tiberius befürchteten nach den Angaben des Velleius Paterculus und des Tacitus angeblich, zugunsten des Marcellus zurückgesetzt zu werden. Sie wurden später beide nacheinander ebenfalls Ehemänner Iulias. Zugleich behaupteten spätere Autoren, Livia Drusilla, die Frau des Augustus und Mutter des Tiberius, habe Marcellus vergiftet, um ihrem Familienzweig die Macht zu sichern.
Es sind mehrere bildliche Darstellungen des Marcellus überliefert, darunter eine vermutlich postum im Auftrag des Augustus angefertigte Statue im Louvre.